# ريتشارد بييا (ضابط)
ريتشارد بييا هو متقاعد من القوات الجوية الأمريكية برتبة عميد شغل منصب القائد العاشر لمكتب سلاح الجو للتحقيقات الخاصة بواشنطن العاصمة. كان ريتشارد مسؤولاً عن تقديم خدمات تحقيق مهنية مستقلة لقادة جميع أنشطة سلاح الجو حول الاحتيال، ومكافحة التجسس والمسائل الجنائية الكبرى باستخدام شبكة عالمية من العملاء المتمركزين في جميع المنشآت الرئيسية للقوة الجوية وفي مجموعة متنوعة من مواقع العمليات الخاصة . كما شغل منصب مساعد المفتش العام للهيئة العامة للتحقيقات الخاصة.

## تعليمه
حصل ريتشارد في عام 1958 على درجة البكالوريوس في العلوم من الأكاديمية العسكرية الأمريكية بويست بوينت بولاية نيويورك. وحصل أيضًا على درجة الماجستير من جامعة جورج واشنطن بواشنطن العاصمة في عام 1974. كما أكمل ريتشارد جنبًا إلى جنب مع التدريب المتخصص تدريبه في مدرسة ضباط السرب في قاعدة ماكسويل الجوية، والكلية الصناعية للقوات المسلحة والكلية الحربية الوطنية، والذان يقع كل منهما في فورت ليزلي ماكنير بواشنطن العاصمة.

## مهنته العسكرية
بعد التخرج من الأكاديمية العسكرية الأمريكية، كُلف ريتشارد للعمل في القوات الجوية الأمريكية في عام 1958. قضى معظم حياته المهنية كعميل خاص في مكتب سلاح الجو للتحقيقات الخاصة بواشنطن العاصمة حيث أشرف على التحقيقات وحقق بنفسه في ارتكاب جرائم جنائية على مستوى الاحتيال، وعمليات مكافحة التجسس. وشملت مهامه أربع مهام خارج البلاد، والتي كانت في بانكوك وتايلاند وقاعدة كادينا الجوية، واليابان وإنجلترا. قبل تعيينه الأخير كقائد لمكتب سلاح الجو للتحقيقات الخاصة، شغل منصب نائب قائد فريق الدعم القتالي الثامن عشر، وأصبح فيما بعد قائد القاعدة. وقرب نهاية مهنته العسكرية، مُنح ريتشارد وسام السيف المرموق في عام 1987، وهو أعلى تكريم يحصل عليه الضباط غير المفوضين

## فهارس
قالب:USGovernment